# Râul Doi Peri, Vămășoaia
Râul Doi Peri este un curs de apă, afluent al râului Vămășoaia. Râul Doi Peri izvorăște din apropiere de satul Vișan și traversează cartierul Bucium din
Iași, vărsându-se în râul Vămășoaia nu foarte departe de Institutul de Psihiatrie Socola. În apropiere de intrarea în cartierul Bucium, râul Doi Peri a fost barat, formându-se astfel iazul La Doi Peri, folosit ca bazin piscicol.